# Pedro Guedes
Pedro Guedes (Curitiba, 7 dicembre 1996) è un giocatore di calcio a 5 brasiliano, laterale del Real San Giuseppe.

## Carriera
Guedes si trasferisce in Italia nell'estate del 2014 per giocare nel Gruppo Fassina, in Serie A2.
L'anno successivo, complice la fusione tra la squadra coneglianese e la pluriscudettata Luparense, passa ai padovani, dove, oltre a diventare perno della formazione under 21, viene aggregato alla prima squadra. Il 16 gennaio 2016, nella gara contro la Cogianco, segna la sua prima rete in massima serie.
La successiva stagione un ottimo inizio gli permette di diventare una delle rivelazioni del campionato. Il 16 dicembre 2016 viene acquistato dall'ambizioso Maritime, con il quale conquista subito Coppa Italia e campionato di Serie B.
L'anno seguente conquista con squadra siciliana, la Coppa Italia e campionato di Serie A2, la Coppa Italia e scudetto under 19, partecipando della promozione di essa in massima serie, che è arrivata ai quarti di finale dei playoff della competizione alla prima stagione dopo l'accesso in serie A.
La stagione dopo viene acquistato dal Latina per la disputa della Serie A, dove è rimasto fino al mercato invernale, per poi raggiungere la rosa del Real San Giuseppe, attualmente militante in serie A2.

## Palmarès
- Campionato di Serie A2: 1
Maritime: 2017-18 (girone B)
- Coppa Italia di Serie A2: 1
Maritime: 2017-18
- Campionato di Serie B: 1
Maritime: 2016-17 (girone G)
- Coppa Italia di Serie B: 1

Maritime: 2016-17
- Scudetto Under 19: 1

Maritime: 2017-18
- Coppa Italia Under 19:1

Maritime: 2017-18